# Phalaris canariensis
Phalaris canariensis L., 1753 (nome volgare: scagliola, canaria) è una pianta monocotiledone, annuale della famiglia Poaceae.

## Descrizione
La pianta coltivata cresce a seconda dei climi da 1,5 m fino a 3 m in altezza in maniera molto veloce.

È composta da una spiga ovale con ariste lunghe fino a 5 cm. Ha profonde e avvolgenti glumelle colorate a strisce verdi e bianche. Ha fiori ermafroditi con impollinazione anemofila, il periodo di fioritura va da luglio a settembre. In condizioni di crescita allo stadio "selvatico" la pianta ha uno sviluppo e delle dimensioni molto inferiori.
I semi sono piccole cariossidi ellittiche, ricoperte da finissime spicole silicee, irritanti per la pelle e potenzialmente cancerogene. È possibile trattare chimicamente per eliminare queste spicole ed esiste anche una varietà a seme glabro. Attrae molto la fauna selvaggia soprattutto gli uccelli.

## Distribuzione e habitat
Questa specie è nativa delle isole Canarie e del Marocco.

## Proprietà e usi
- La pianta è una fonte di Dimetiltriptamina[2][3]
- La medicina tradizionale gli attribuisce proprietà come ipolipemizzante, (riduttore di lipidi o grassi nel sangue), emolliente (rilassa e rammollisce le parti infiammate), e diuretico. Nelle Isole Canarie, oltre ad aperitivo,  è considerato come rimedio per disturbi urinari, calcoli renali, e come rinfrescante per il caldo.[4]
- Uso esterno per trattare gli eczemi.[5][6]

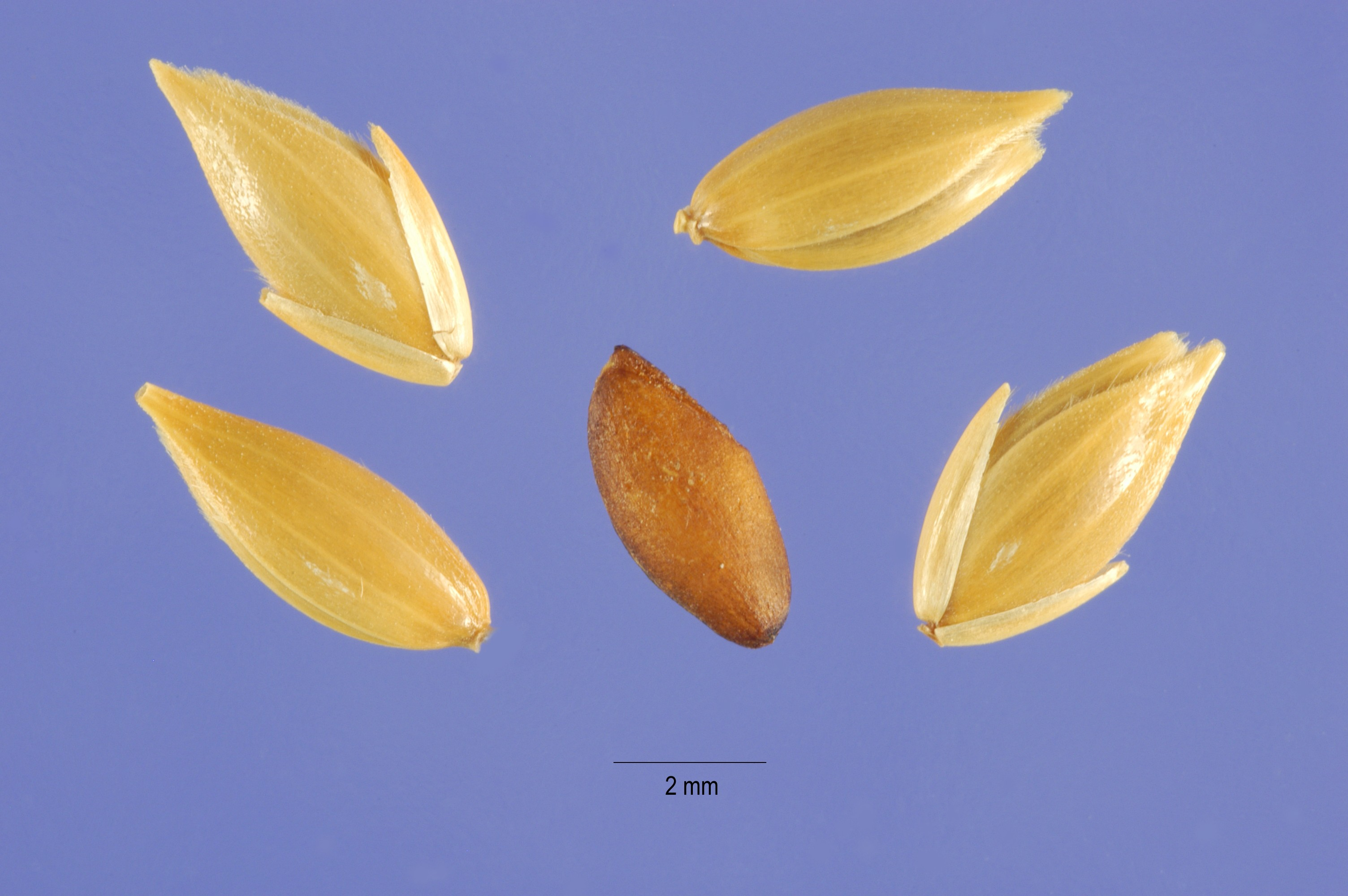
Semi di scagliola

- I semi vengono utilizzati come mangime per uccelli in gabbia specialmente per canarini. In Italia spesso si incontra come infestante delle colture erbacee soprattutto per le colture primaverili.

## Coltivazione
In alcune aree (Nord Africa, Medio Oriente, Spagna, Argentina), viene coltivata, il suo ciclo colturale è simile a quello di una graminacee primaverile (grano tenero, avena). Questa pianta è più tollerante del grano ai terreni salini. 
La produzione della coltura varia da 5 t/ha alle 10 t/ha. 
La coltura risulta molto sensibile agli erbicidi, tra cui Treflan ed Eptam. Viene spesso coltivata senza l'uso di questi.

## Caratteristiche della semente

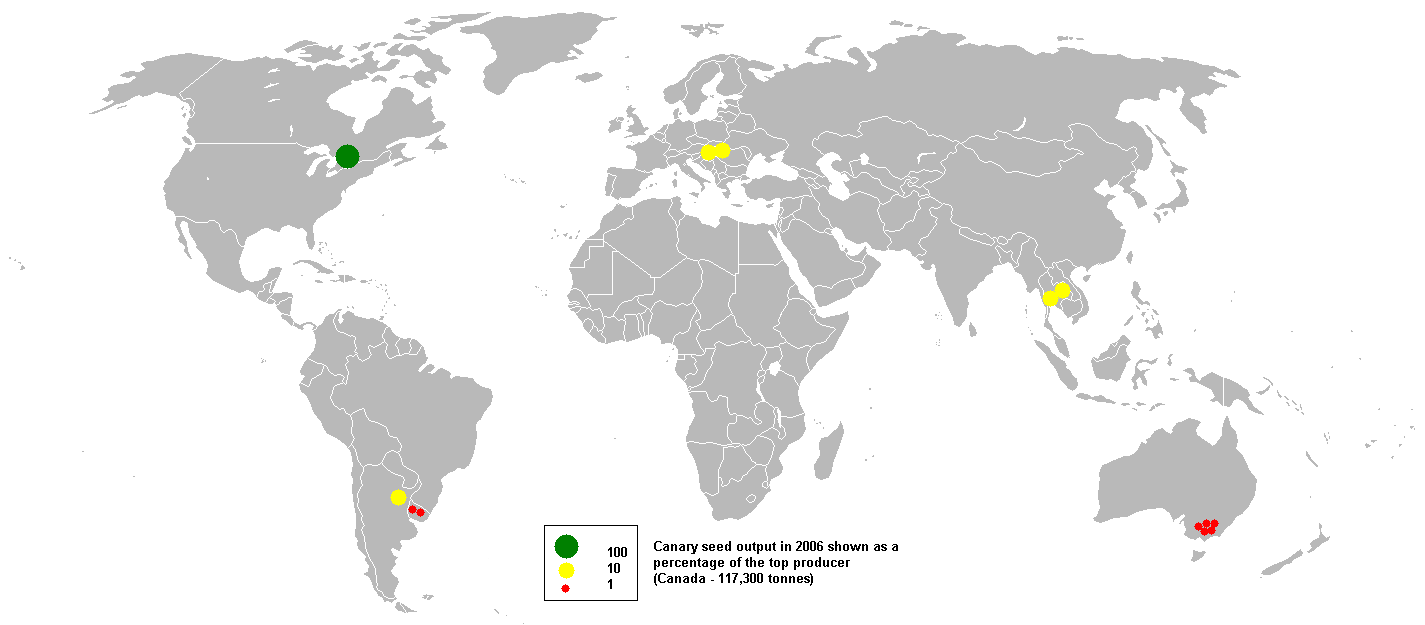
Produzione di seme di scagliola nel 2006

I semi sono composti dal 61% di amido, 18,7% di proteine di cui prolamina e glutelina, ricchi di grassi grezzi per un 8,7% e di grassi raffinati per un 11% tra cui linoleico 55%, acido oleico 29%, palmitico 11% e acido lioleico 2,5%. Le sementi sono povere di amminoacidi quali lisina e treonina ma sono ricche di cistina, triptofano, e fenilalanina. Il semolino e la farina, sono poveri di fibre, zuccheri solubili e ceneri totali. Sono presenti per la maggioranza olii insaturi. Il saccarosio è lo zucchero solubile principalmente presente nella scagliola, che costituisce circa il 47% degli zuccheri solubili. Fruttosio e glucosio sono presenti anche in piccole concentrazioni. I piccoli peli silicei sulle carene sono potenzialmente cancerogeni e sono state associate al cancro dell'esofago quando presente come contaminante nella farina di grano utilizzato in cottura del pane. I peli producono irritazioni per la pelle anche gravi per gli operatori durante la raccolta e il trasporto della semente.